# Frank Peeters (photographe)
Pour les articles homonymes, voir Peeters.
Frank Peeters, 1947 à Anvers, est un photographe belge.
Après avoir remporté en 1983 le 1er prix de la 1re Biennale Internationale d'Art Photo / Art Escola Panamericana São Paulo, Brésil,, des expositions internationales et publications suivaient. Greetings from Belgium a été exposée au  Photographers’ Gallery à Londres du 3 mars au 17 avril 1984,.

## Prix et concours
- 1983 premier prix de la 1re Biennale Internationale d'Art Photo / Art Escola Panamericana São Paulo, Brésil [1],[2],[3]
- 1982 Associateship (ARPS) Royal Photographic Society, Bath, Angleterre (ARPS)[6]
- 1981-82 - 1982-83 - 1983-84 - 1984-85 - 1987-88 : premier prix Nikon, Japon. Concours international de photo[7],

## Expositions personnelles
- 1983 Galerie Paule Pia, Anvers, Belgique -Visions [8]
- 1984 The Photographers' Gallery, Londres, Angleterre -Greetings from Belgium[4],[5]
- 1984 Studio Ethel, Boulevard Saint-Germain, Paris, France -Contrasts[9]
- 1984 Photofactory, Chateau Neuf, Oslo, Norvège -Greetings from Belgium[10]
- 1985 Galerie The Compagnie,Hambourg, Allemagne - Contrasts & Visions[11]
- 1985 Nikon Gallery, Londres, Angleterre -Contrasts[12]
- 1986 La Boîte à Images, Berne, Suisse - Contrasts & Visions[13]
- 1986 Galerie Nei Liicht, Dudelange, Luxembourg - Contrasts[14]
- 1988 The Swan Tower, Clèves, Allemagne - [15]

## Nouvelle Photographie belge
- Brewery Arts Centre, Kendal, Angleterre New Belgian Photography 1984 -Frank Peeters, Carl Fonteyne, Pierre Cordier et Hubert Grooteclaes, 3 octobre-3 novembre 1984. Une exposition organisée par Frank Peeters[16],[17],[18]

## Publications
- 1983 Iris Brésil, Portfolio Visions [19]
- 1985 Iris Foto Brésil, Portfolio Contrasts "Do prosaico ao surrealismo" [20]
- 1986 Foto, Pays-Bas, Portfolio Contrasts " [21]
- 1987 Creative Photography Angleterre, Portfolio Contrasts [22],[23]
- 1985 Photo, Suisse, Portfolio Contrast & Visions [24]
- 1988 Photographie, Suisse, Portfolio Contrasts[25]
- 1989 Professional Photography, (Professionnele Fotografie), Pays-Bas[26],
- 1989 Pentax Family Japon Portfolio Contrasts [27],[28],[29]

## Collections publiques
- Centre Georges Pompidou Musée National d'Art Moderne, Paris, France -Portfolio Visions[30]
- National Museum of Photography (Danmark) Det Kongelige Bibliotek, Copenhague, Danmark. -Portfolio Visions[31]
- Musée des Arts et Métiers de Hambourg, Allemagne. -Portfolio Visions[32]
- Musée Nicéphore-Niépce Chalon-sur-Saône, France -Portfolio Visions[33]
- The Fox Talbot Museum (National trust collections National Trust for Places of Historic Interest or Natural Beauty) Lacock Abbey Wiltshire,Angleterre Portfolio Visions[34],[35]